# Hjälp oss att acceptera
Hjälp oss att acceptera är en psalm med text skriven 1974 av Fred Kaan och musik skriven 1974 av Doreen Potter. Texten översattes till svenska 1984 av Sten-Sture Zettergren.

## Publicerad i
- Psalmer och sånger 1987 som nr 465 under rubriken "Kyrkan och nådemedlen - Vittnesbörd - tjänst - mission".[1]